# حكاية

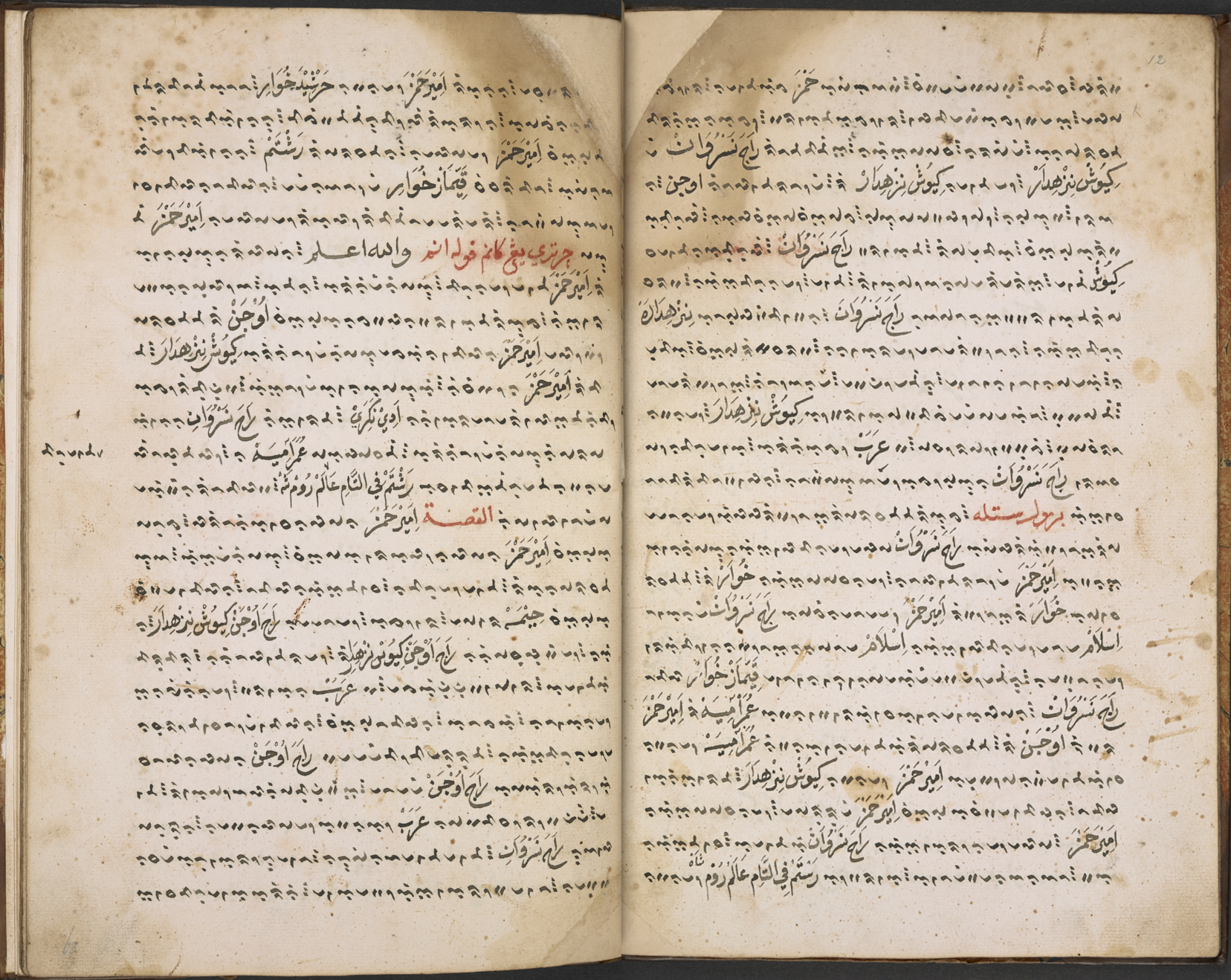
صورة من حكاية الأمير حمزة

الحكاية بالكسر إعادة الكلام عن الشيء. ومعنى حكاية الحال الماضية في عرف العلماء أن يفرض أن ما كان في الزمان الماضي واقع في هذا الزمان. فقد يعبر عنه بلفظ المضارع، وقد يعبر عنه بلفظ اسم الفاعل، وليس معناها أن اللفظ الذي في ذلك الزمان يحكى الآن على ما يلفظ به، بل المقصود حكاية المعنى. وإنما يفعل هذا في الفعل الماضي المستغرب كأنك تحضره للمخاطب وتصوره ليتعجب عنه كما تقول رأيت الأسد فآخذ السيف فأقتله. ولهذا قيل معنى حكاية الحال الماضية أن يقدر أن ذلك الماضي واقع في حال التكلم كما في قوله تعالى: ﴿قل فلم تقتلون أنبياء الله من قبل﴾.

## حكاية الحال الماضية
وقيل حكاية الحال الماضية معناها أن تقدر نفسك كأنك موجود في ذلك الزمان، أو تقدر ذلك الزمان كأنه موجود الآن.
يقول التهانوي: العدول من الماضي إلى المضارع لإفادة استحضار صورة ما مضى لأن المضارع مما يدل على الحال الذي من شأنه أن يشاهد، فكأنه تستحضر بلفظ المضارع تلك الصورة الماضية العجيبة ليشاهدها الحاضرون، ولا يفعل ذلك إلا في أمر يهتم بمشاهدته لغرابة أو فظاعة أو تنبيه أو تحسين أو تقبيح أو تهويل أو تعظيم أو إهانة أو غيرها كما في قوله تعالى: ﴿فتثير سحابا﴾ بعد قوله تعالى ﴿والله الذي أرسل الرياح﴾ استحضارا لتلك الصورة البديعة الدالة على القدرة القاهرة والحكمة الباهرة، يعني صورة السحاب مسخرا بين السماء والأرض على الكيفية المخصوصة والانقلابات المتفاوتة.

## في التراث
الحكاية في التراث هي القصة المروية والتي قد تستند إلى المخيلة بصورة أساسية وإلى بعض الحقائق في بعض جوانبها وإلى البطولات الجبارة والقدرات الخارقة والموت والحياة والفقر والغنى والخير والشر. إلا أنها وفي مقاييس عصرنا هذا يمكن وصفها بالرواية. ومن أشهر الحكايات في التراث العربي والإسلامي حكايات ألف ليلة وليلة وسيرة عنترة وأبي زيد الهلالي وكعلاء الدين، وعلي بابا والأربعين حرامي والسندباد. ومنها نشأت مهنة الحكواتي الذي كان يجيد سرد الحكايات أمام جمهور من العامة في المقاهي وأماكن تجمع الناس في سهراتهم.